# سیف‌الله رنجبر دائمی
سیف الله رنجبر دائمی (زاده ۶ مارس ۱۹۵۰) یک فیزیک‌دان ایرانی است.